# Coker (Alabama)
Coker es un pueblo ubicado en el condado de Tuscaloosa en el estado estadounidense de Alabama. En el censo de 2000, su población era de 808. 

## Demografía
En el 2000 la renta per cápita promedia del hogar era de $ 41.184$ , y el ingreso promedio para una familia era de 50.875$. El ingreso per cápita para la localidad era de 18.543$. Los hombres tenían un ingreso per cápita de 40.250$ contra 26.429$ para las mujeres.

## Geografía
Coker está situado en 33°14′47″N 87°40′45″O / 33.24639, -87.67917 (33.246283, -87.679221).
Según la Oficina del Censo de los EE. UU., la ciudad tiene un área total de 2.32 millas cuadradas (6.01 km ²).